# Servet Pëllumbi
Servet Pëllumbi (* 14. Dezember 1936 in Korça) ist ein albanischer Politiker der Sozialistischen Partei (PS).

## Biografie
Pëllumbi studierte nach dem Schulbesuch zwischen 1955 und 1960 Philosophie an der Universität Leningrad und war danach als Universitätsdozent tätig. Darüber hinaus war er bis zum Zusammenbruch des Kommunismus und dem Ende der Volksrepublik Albanien 1991 Ideologe der Partei der Arbeit (PPSh) und auch Verfasser von Artikeln in theoretischen Zeitschriften. 1991 wurde er Stellvertretender Vorsitzender der von ihm mitbegründeten und aus der kommunistischen PPSh hervorgegangenen Sozialistischen Partei Albaniens und setzte sich in dieser Funktion für die Durchführung von Änderungen im Programm der Partei ein, die zu einer stärkeren Hinwendung zum Sozialismus führen sollten.
Pëllumbi wurde 1992 erstmals als Kandidat der PS zum Abgeordneten des Albanischen Parlaments gewählt und gehörte diesem zunächst in der 13. Legislaturperiode bis 1996 an. Im Oktober 1997 trat er während des 2. Kongresses der PS von seinem Amt als Vize-Parteivorsitzender zurück, nachdem ihm Fatos Nano, Parteivorsitzender, vorwarf, eine marxistische Ausrichtung der Partei anzustreben und mitverantwortlich für die Niederlage bei den Wahlen vom 26. Mai 1996 gewesen zu sein.
1997 wurde er trotz dieser Kritik erneut ins Parlament gewählt und vertritt dort seither den Kreis Korça. Während seiner Abgeordnetentätigkeit war er mit Ausnahme der Unterbrechung von 1996 bis 1997 zwischen 1992 und 2001 Mitglied des Ständigen Parlamentsausschusses für Außenpolitik und Internationale Beziehungen sowie von 1997 bis 2001 der Parlamentarischen Delegation bei der Schwarzmeer-Wirtschaftskooperation (BSEC). Im Anschluss war er von 2001 bis 2002 Vize-Vorsitzender des Ständigen Parlamentsausschusses für Bildung, Kultur, Wissenschaft und Sport.
Am 30. April 2002 wurde Pëllumbi Parlamentspräsident als Nachfolger von Namik Dokle bis zum 3. September 2005. Im Anschluss folgte ihm Jozefina Topalli (PD), die erste weibliche Parlamentspräsidentin in der albanischen Geschichte.